# چالیشویا
چالیشویا (نام علمی: ') نام یک سرده از تیره سرخ‌سوسماران است.